# جبل دينارا
جبل دينارا يقع على الحدود بين كرواتيا والبوسنة والهرسك. هناك اثنين من القمم الرئيسية للجبل، فقد اثنين من قمم رئيسية: قمة تروجلاف (1913 متر) وقمة دينارا (1831 متر)؛ وهي أعلى قمة في كرواتيا، وشكلها يشبه رأس إنسان من الحجر، يسمى قمة دينارا هو أعلى قمة في كرواتيا، وعلى شكل رأس الإنسان مصنوعة من الحجر، وله بروز بطول 728 متر.
يُعد سنجال ، الذي يُشار إليه غالبًا باسم دينارا على الخرائط ، أعلى جبل في كرواتيا وله منحدر جنوبي غربي كبير ملفت ، ويمكن رؤيته بوضوح من السهل الدلماسي أدناه. يبلغ ارتفاعه 728 م. وهذا ما يفسر سبب استمرار ظهور جبل دينارا ، الذي لم يكن الأعلى في النطاقة ، ليعطي اسمه للمجموعة بأكملها. بالإضافة إلى ذلك ، فإن الاسم هو أصل اسم إحدى المناطق الجبلية الرئيسية في أوروبا ، جبال الألب الدينارية

## علم أصول الكلمات
اسمها اللاتيني هو : Adrian oros بينما يُشتبه في أن الاسم الحالي مشتق من اسم لقبيلة إليرية قديمة التواجد كانت تعيش على المنحدرات الشرقية للجبل.

## المناخ
تقع دينارا على بعد بضع عشرات من الكيلومترات فقط من البحر الأدرياتيكي ، وهي جزء من منطقة دالماسيا النائية ، لكن المناخ في دينارا مناخ جبلي أكثر برودة بكثير ، مما يجعلها واحدة من أبرد الأماكن في كرواتيا بمتوسط درجات حرارة بين 2 و 4 درجات مئوية في القمم.
متوسط هطول الأمطار مرتفع بها ، بينما يتراوح عدد الساعات المشمسة سنويًا بين 1700 و 1900.
لا توجد مناطق أهلة بالسكان في الجبل نفسه ويتكون الوجود البشري في الغالب من أكواخ صغيرة تنتمي إلى الرعاة من الوديان القريبة مثل نهر سيتينا.

## السياحة
يعد جبل دينارا واحدة من أروع تشكيلات الصخور على المنحدر الجنوبي الغربي. يبلغ طوله ستة كيلومترات ويصل ارتفاعه إلى 1700 متر ، مما يوفر منظرًا طبيعيًا ممتعًا للمسافرين على الطرق في الوادي أدناه. لا تجذب الكتلة الصخرية العديد من المتسلقين ، لكن قمة أوشلياك (1706 م) تجذبها.